# Listek z nieba

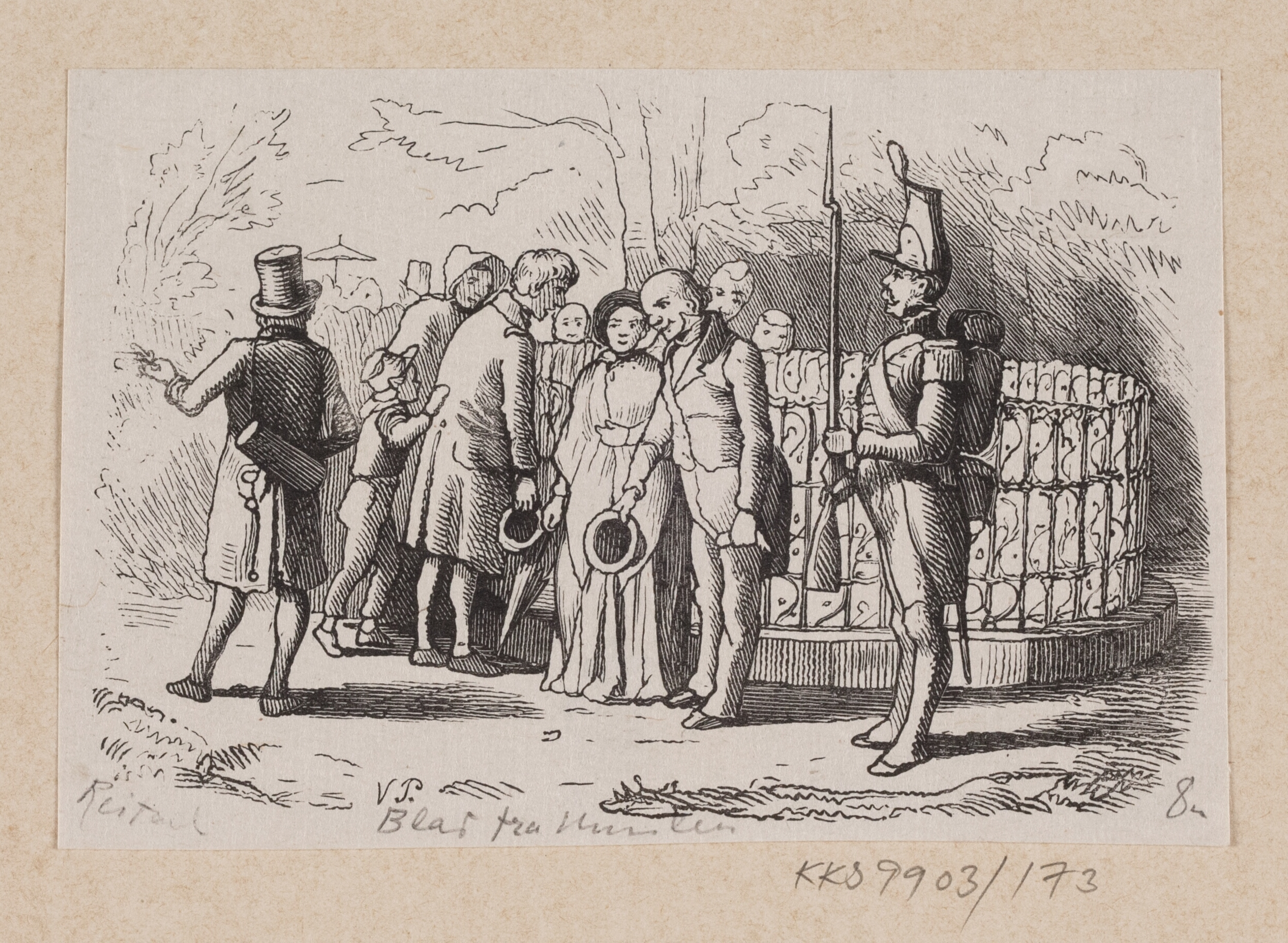
Królewska balustrada

Listek z nieba (duń. Et Blad fra Himlen, ang. A Leaf from Heaven) – baśń literacka autorstwa Hansa Christiana Andersena, wydana po raz pierwszy w przekładzie na język angielski w lutym 1853 roku.

## Publikacja
Andersenowska baśń literacka o Listku z nieba została po raz pierwszy opublikowana wraz z innymi dziewiętnastoma utworami w przekładzie na angielski w lutym 1853 roku w antologii Marzenia na Dzień Poety (ang. A Poet’s Day Dreams). Zbiór wydało w Londynie wydawnictwo Richarda Bentley’a. W katalogu dzieł Andersena autorstwa B.F. Nielsena angielski zbiór opatrzony jest numerem 319.
Baśń w swej oryginalnej duńskiej wersji została wydana po raz pierwszy 30 kwietnia 1855 roku w Kopenhadze przez wydawnictwo C.A. Reitzels w zbiorze Opowieści (duń. Historier) z rycinami Eduarda Kretzschmara, według rysunków autorstwa Vilhelma Pedersena.

## Polskie przekłady
Jak w przypadku innych baśni Andersena historia tłumaczeń baśni Listek z nieba na język polski sięga końca XIX wieku:
- 1899 – Listek z nieba: Cecylia Niewiadomska (tłum.): Baśnie. Warszawa. Brak numerów stron w książce
- 1900 – Listek z nieba: Maria Glotz (tłum.): Czarodziejskie powieści Andersena. Warszawa. Brak numerów stron w książce
- 1904 – Listek z nieba: Czesław Bardowski (tłum.): Bajki. Kołomyja. Brak numerów stron w książce
- 1931 – Listek z nieba: Stefania Beylin (tłum.): Baśnie. Warszawa. Brak numerów stron w książce
- 2006 – Listek z nieba: Bogusława Sochańska (tłum.): Baśnie i opowieści. Tom II 1852–1862. Poznań. s. 364–369. ISBN 978-83-7278-194-9. (z oryginału duńskiego)

## Fabuła
Streszczenia dokonano na podstawie wersji duńskiej.
Anioł całuje kwiat pochodzący z niebiańskiego ogrodu. Odrywa się maleńki listek i spada na dobrą ziemię w lesie. Listek zapuszcza korzeń i zaczyna rosnąć pośród innych roślin. Nowa roślina rośnie szybciej niż wszystkie inne. Oset zarzuca jej, że nie ma swojego miejsca i że nie może jej znieść.
Nadchodzi zima, roślinę przykrywa śnieg. Spod śniegu bije od rośliny szczególny blask. Na wiosnę roślina zakwita i staje się najpiękniejszą w całym lesie. Profesor botaniki bada roślinę, ale nie znajduje jej w żadnym atlasie. Naukowiec twierdzi, że to jakaś odmiana, której nie zna. Oset i pokrzywa drwią z faktu, że roślina nie jest uwzględniona w żadnym systemie. Drzewa widzą, że to nie ich rodzaj, ale milczą, co uznają za najbezpieczniejszą postawę.
Do lasu przychodzi uboga pobożna dziewczyna. Ma czyste serce i jest głęboko wierząca. Posiada starą Biblię. Z codziennej lektury czerpie pocieszenie i natchnienie. Dziewczyna staje przed cudowną rośliną, zachwyca się jej zapachem i barwą kwiatów. Odczuwa duchowe uniesienie. Pochyla gałązkę, by lepiej przyjrzeć się kwiatowi, ale go nie zrywa. Zabiera tylko jeden zielony liść i wkłada go do swojej starej Biblii. Gdy dziewczyna umiera, wkładają jej pod głowę Biblię z liściem. Liść jest wciąż świeży i zielony.
W międzyczasie roślina wyrasta, stając się jak drzewo, do którego zlatują się ptaki. Oset i łopian krytykują drzewo jako coś obcego i nienaturalnego. Świniopas wyrywa rośliny w lesie. Ścina również cudowne drzewo, by spalić je na popiół.
Gdy król, od lat pogrążony w depresji, potrzebuje uzdrowienia, mędrcy wskazują na cudowną roślinę w lesie. Jest już za późno, drzewo nie istnieje, a jedyny jego liść, konieczne remedium, spoczywa w trumnie pobożnej dziewczyny, o czym nikt nie wie. Miejsce po drzewku ogradza się złotą balustradą i trzyma przy nim straż jako przy miejscu świętym.